# Jules de Burlet
Jules Philippe Marie de Burlet (Elsene, 10 april 1844 - Nijvel, 1 maart 1897) was een Belgisch katholiek politicus.

## Biografie

### Familie
Jules de Burlet behoorde tot een familie die adelbrieven had ontvangen in 1763. Zijn grootvader Gérard de Burlet (1772-1857) verkreeg in 1852 adelserkenning. Zijn jongste zoon, Joseph de Burlet (1811-1879), vader van Jules, was beheerder van het discontokantoor van de Nationale Bank in Nijvel en was getrouwd met Louise Dugniolle (1818-1895), dochter van Alexandre Dugniolle de Mévius, volksvertegenwoordiger en ambtenaar.
Hij trouwde in 1870 in Antwerpen met Julia Van Put (1847-1876), dochter van Jozef Cornelis Van Put, graanhandelaar en burgemeester van Antwerpen, en broer van Jean Van Put, graanhandelaar en senator, en vervolgens in 1879 in Elsene met Marie Verhaegen (1858-1950), kleindochter van Pierre-Théodore Verhaegen, de voornaamste stichter van de Université libre de Bruxelles, grootmeester van het Belgisch Grootoosten en volksvertegenwoordiger. Hij was een schoonbroer van Arthur Verhaegen en Paul Verhaegen. Hij had vier kinderen uit het eerste bed en drie uit het tweede bed.
- Georges de Burlet (1871-1899), schilder.
- Hélène de Burlet (1872-1950), zuster van Sacré-Coeur
- Joseph de Burlet (1874-1938), diplomaat, trouwde in 1914 in Kuala Lumpur met Marjorie Boyson Slee (1891-). Ze kregen een zoon en een dochter, met afstammelingen tot heden.
- Pierre de Burlet (1876-1938), burgemeester van Nijvel en volksvertegenwoordiger, trouwde in 1904 in Nijvel met Marie-Thérèse du Bois (1883-1964). Ze kregen twee dochters, met afstammelingen tot heden.
- Isabelle de Burlet (1881-1961), trouwde in 1903 in Brussel met baron Paul Greindl (1878-1951), onderluitenant, zoon van graaf Jules Greindl, diplomaat en minister van Staat. Ze kregen vijf zoons en een dochter, met afstammelingen tot heden.
- Eugénie de Burlet (1884-1968), trouwde in 1907 in Brussel met Augustin Cappe de Baillon (1880-1968), Frans luitenant.
- Louis de Burlet (1886-1919), luitenant, fotograaf tijdens de Eerste Wereldoorlog.

Na zijn overlijden hertrouwde Marie Verhaegen met de arts Edouard Kufferath.

### Loopbaan
De Burlet promoveerde tot doctor in de rechten aan de Katholieke Universiteit Leuven (1865) en werd advocaat in Nijvel.
In 1872 werd hij verkozen als gemeenteraadslid van Nijvel en werd onmiddellijk tot burgemeester benoemd, wat hij bleef tot in 1891. Van 1892 tot 1895 was hij nog gemeenteraadslid.
Van 1884 tot 1888 en van 1892 tot 1894 was hij  volksvertegenwoordiger voor het arrondissement Nijvel voor de Katholieke Partij. Van 1894 tot 1896 was hij provinciaal senator. In 1896-1897 was hij buitengewoon gezant en gevolmachtigd minister in Portugal. In 1896 werd hij benoemd tot minister van Staat. 
De Burlet was:
- minister van Binnenlandse Zaken van maart 1891 tot maart 1894 in de regering-Beernaert,
- eerste minister van maart 1894 tot februari 1896, met als portefeuilles:
  - minister van Binnenlandse Zaken van maart 1894 tot mei 1895,
  - minister van Buitenlandse Zaken van mei 1895 tot februari 1896.